# 愛特咸
愛特咸（英語：Eltham）是位於英國倫敦東南的一個地區。在行政區劃上埃爾特姆屬於格林威治皇家自治市。埃爾特姆位於查令十字東南8.7英里（14.0）處。埃爾特姆是倫敦計劃中規劃的大倫敦地區的35個中心地區之一。